# Israel en los Juegos Olímpicos
Israel en los Juegos Olímpicos está representado por el Comité Olímpico de Israel, creado en 1933 y reconocido por el Comité Olímpico Internacional en 1952.
Ha participado en dieciocho ediciones de los Juegos Olímpicos de Verano, su primera presencia tuvo lugar en Helsinki 1952. El país ha obtenido un total de veinte medallas en las ediciones de verano: cuatro de oro, seis de plata y diez de bronce.
En los Juegos Olímpicos de Invierno ha participado en ocho ediciones, siendo Lillehammer 1994 su primera aparición en estos Juegos. El país no ha conseguido ninguna medalla en las ediciones de invierno.

## Medallero

### Por edición
| Evento              | Oro | Plata | Bronce | Total |
| ------------------- | --- | ----- | ------ | ----- |
| Helsinki 1952       | 0   | 0     | 0      | 0     |
| Melbourne 1956      | 0   | 0     | 0      | 0     |
| Roma 1960           | 0   | 0     | 0      | 0     |
| Tokio 1964          | 0   | 0     | 0      | 0     |
| México 1968         | 0   | 0     | 0      | 0     |
| Múnich 1972         | 0   | 0     | 0      | 0     |
| Montreal 1976       | 0   | 0     | 0      | 0     |
| Moscú 1980          | –   | –     | –      | –     |
| Los Ángeles 1984    | 0   | 0     | 0      | 0     |
| Seúl 1988           | 0   | 0     | 0      | 0     |
| Barcelona 1992      | 0   | 1     | 1      | 2     |
| Atlanta 1996        | 0   | 0     | 1      | 1     |
| Sídney 2000         | 0   | 0     | 1      | 1     |
| Atenas 2004         | 1   | 0     | 1      | 2     |
| Pekín 2008          | 0   | 0     | 1      | 1     |
| Londres 2012        | 0   | 0     | 0      | 0     |
| Río de Janeiro 2016 | 0   | 0     | 2      | 2     |
| Tokio 2020          | 2   | 0     | 2      | 4     |
| París 2024          | 1   | 5     | 1      | 7     |
| TOTAL               | 4   | 6     | 10     | 20    |

| Evento              | Oro | Plata | Bronce | Total |
| ------------------- | --- | ----- | ------ | ----- |
| Lillehammer 1994    | 0   | 0     | 0      | 0     |
| Nagano 1998         | 0   | 0     | 0      | 0     |
| Salt Lake City 2002 | 0   | 0     | 0      | 0     |
| Turín 2006          | 0   | 0     | 0      | 0     |
| Vancouver 2010      | 0   | 0     | 0      | 0     |
| Sochi 2014          | 0   | 0     | 0      | 0     |
| Pyeongchang 2018    | 0   | 0     | 0      | 0     |
| Pekín 2022          | 0   | 0     | 0      | 0     |
| TOTAL               | 0   | 0     | 0      | 0     |

### Por deporte
Deportes de verano
| Evento     | Oro | Plata | Bronce | Total |
| ---------- | --- | ----- | ------ | ----- |
| Gimnasia   | 2   | 2     | 0      | 4     |
| Judo       | 0   | 3     | 6      | 9     |
| Piragüismo | 0   | 0     | 1      | 1     |
| Taekwondo  | 0   | 0     | 1      | 1     |
| Vela       | 2   | 1     | 2      | 5     |
| TOTAL      | 4   | 6     | 10     | 20    |